# Alcalde de La Línea de la Concepción
El alcalde de La Línea de la Concepción es el encargado de presidir el Ayuntamiento de dicho municipio, en Andalucía. Actualmente, desde el 13 de junio de 2015, el encargado de ejercer el cargo es José Juan Franco Rodríguez. A continuación se verá un listado con todos los que ha habido desde la creación del organismo municipal en 1870, tras la segregación de dicho municipio por la localidad de San Roque (Cádiz), hasta la actualidad.
El primer alcalde en la democracia fue Francisco Niebla Molina, que ocupó el cargo desde 1979 a 1980. Además la primera mujer en la historia fue María Gemma Araujo Morales, del Partido Socialista Obrero Español, que ocupó la alcaldía desde 2011 a 2015. También ha sido la única que representó a La Línea en el Congreso.

## Alcaldes

### Gobierno municipal
| Periodo                | Nombre                  |
| ---------------------- | ----------------------- |
| 2/9/1940 - 18/2/1941   | José Pérez Ponce        |
| 18/2/1941 - 30/10/1948 | Lutgardo García López   |
| 30/10/1948 - 7/7/1949  | Emilio Gómez Montejo    |
| 7/7/1949 - 21/1/1953   | Rafael Ruíz Marín       |
| 28/3/1959 - 23/2/1970  | Pedro Alfageme González |
| 23/2/1970 - 31/7/1978  | Juan Blasco Quintana    |

El actual alcalde de la ciudad es José Juan Franco Rodríguez, del partido político La Línea 100x100. La Corporación Municipal está compuesta por 25 concejales, renovados tras las elecciones del 28 de mayo de 2023. En estas elecciones, LL100X100 gana otra vez la Alcaldía, renovando su mayoría absoluta por segunda vez consecutiva. En estos comicios, el partido de Juan Franco La Línea 100x100 obtuvo 22 concejales, uno más que en 2019, proclamándose como alcalde más votado del país; el PSOE-A de Gemma Araujo, exalcaldesa en el mandato 2011-2015 que volvió a concurrir como candidata, consigue 2 concejales, uno menos con respecto a 2019; y finalmente, 1 fue para el PP de Susana González, Teniente de Alcalde Delegada de Festejos y Actos Públicos en el gobierno de coalición PP-LL100X100 del mandato 2015-2019, quien mantiene resultados. Por lo tanto, cuatro partidos políticos quedaron fuera del arco municipal: Vox, Otra Línea Es Posible, Izquierda Unida y Podemos no consiguieron alcanzar el 5% de los sufragios necesarios para obtener representación.

Tras las elecciones de 2023, destaca el pacto de La Línea 100x100 con el Partido Popular para gobernar conjuntamente en la Mancomunidad de Municipios del Campo de Gibraltar y en la Diputación Provincial de Cádiz, donde previamente habían gobernado junto al PSOE. Además, otro hecho destacable, es la incorporación de la candidata del PP, Susana González Pérez, como diputada autonómica en el Parlamento de Andalucía tras los resultados favorables del Partido Popular en la provincia de Cádiz, donde el proclamado alcalde de Paterna de Rivera hace oficial su relevo por la popular linense.
| Periodo   | Nombre                       | Partido | Partido                                  |
| --------- | ---------------------------- | ------- | ---------------------------------------- |
| 1979-1980 | Francisco Niebla Molina      |         | Partido Socialista Obrero Español (PSOE) |
| 1980-1983 | Juan Carmona de Cózar        |         | Partido Socialista Obrero Español (PSOE) |
| 1983-1986 | Antonio Díaz Lara            |         | Partido Socialista Obrero Español (PSOE) |
| 1986-1995 | Salvador Pagán Fernández     |         | Partido Socialista Obrero Español (PSOE) |
| 1995-1999 | José Antonio Fernández Pons  |         | Partido Popular (PP)                     |
| 1999-2003 | Juan Carlos Juárez           |         | Grupo Independiente Liberal (GIL)        |
| 2003-2009 | Juan Carlos Juárez           |         | Partido Popular (PP)                     |
| 2009-2009 | Gabriel Gonzálvez Manzanares |         | Partido Popular (PP)                     |
| 2009-2011 | Alejandro Sánchez García     |         | Partido Popular (PP)                     |
| 2011-2015 | María Gemma Araujo Morales   |         | Partido Socialista Obrero Español (PSOE) |
| 2015-act. | José Juan Franco Rodríguez   |         | La Línea 100x100                         |